# Atherinomorus balabacensis
Atherinomorus balabacensis és una espècie de peix pertanyent a la família dels aterínids.

## Descripció
- Pot arribar a fer 7 cm de llargària màxima.
- Cos amb una franja mediolateral prima, argentada i amb una vora molt fina i de color negre blavós per damunt. Les escates que són per damunt d'aquesta franja té melanòfors.
- 5-7 espines i 8-11 radis tous a l'aleta dorsal i 1 espina i 12-14 radis tous a l'anal.
- Aletes majoritàriament groguenques.
- Boca grossa i obliqua.
- Branquiespines llargues i primes.
- Aletes pectorals amb una taca fosca a la base.[5][6]

## Hàbitat
És un peix d'aigua marina i salabrosa, no migratori, pelàgic-nerític i de clima tropical.

## Distribució geogràfica
Es troba al Pacífic occidental: les illes Filipines i Trobriand.

## Observacions
És inofensiu per als humans.